# Microryctes confinis
Microryctes confinis är en skalbaggsart som beskrevs av Zhang 1991. Microryctes confinis ingår i släktet Microryctes och familjen Dynastidae. Inga underarter finns listade i Catalogue of Life.